# Championnat d'Angleterre de football de quatrième division 2012-2013
Navigation
Édition précédente Édition suivante
La saison 2012-2013 de League Two est la cinquante-cinquième édition de la quatrième division anglaise.
Les vingt-quatre clubs participants au championnat sont confrontés à deux reprises aux vingt-trois autres.
À la fin de la saison, les trois premiers sont promus en League One et les quatre suivants s'affrontent en barrages pour une place dans la division supérieure.
Les deux derniers sont relégués en Conference National.

## Les 24 clubs participants
| \| Accrington Aldershot Bradford Bristol Burton Cheltenham Chesterfield Exeter City Fleetwood Town Gillingham Morecambe Northampton Oxford Plymouth Port Vale Rochdale Rotherham Southend Torquay Wycombe Wanderers York City \| Localisation des clubs engagés dans le championnat. |
| Accrington Aldershot Bradford Bristol Burton Cheltenham Chesterfield Exeter City Fleetwood Town Gillingham Morecambe Northampton Oxford Plymouth Port Vale Rochdale Rotherham Southend Torquay Wycombe Wanderers York City                                                           |

| \| Barnet Dagenham & Redbridge Wimbledon \| Clubs londoniens |
| Barnet Dagenham & Redbridge Wimbledon                        |

| Club                 | Stade                  | Capacité | Ville                |
| -------------------- | ---------------------- | -------- | -------------------- |
| Accrington Stanley   | Crown Ground           | 5 057    | Accrington           |
| AFC Wimbledon        | Kingsmeadow            | 4 720    | Kingston upon Thames |
| Aldershot Town       | Recreation Ground      | 7 100    | Aldershot            |
| Barnet               | Underhill Stadium      | 6 200    | Barnet               |
| Bradford City        | Valley Parade          | 25 136   | Bradford             |
| Bristol Rovers       | Memorial Stadium       | 12 011   | Bristol              |
| Burton Albion        | Pirelli Stadium        | 6 912    | Burton upon Trent    |
| Cheltenham Town      | Abbey Business Stadium | 7 066    | Cheltenham           |
| Chesterfield         | B2net Stadium          | 10 600   | Chesterfield         |
| Dagenham & Redbridge | Victoria Road          | 6 078    | Dagenham             |
| Exeter City          | St James Park          | 8 451    | Exeter               |
| Fleetwood Town       | Highbury Stadium       | 5 094    | Fleetwood            |
| Gillingham           | Priestfield Stadium    | 11 582   | Gillingham           |
| Morecambe            | Globe Arena            | 6 476    | Morecambe            |
| Northampton Town     | Sixfields Stadium      | 7 653    | Northampton          |
| Oxford United        | Kassam Stadium         | 12 500   | Oxford               |
| Plymouth Argyle      | Home Park              | 16 388   | Plymouth             |
| Port Vale            | Vale Park              | 19 052   | Stoke-on-Trent       |
| Rochdale             | Spotland Stadium       | 10 249   | Rochdale             |
| Rotherham United     | Don Valley Stadium     | 25 000   | Sheffield            |
| Southend United      | Roots Hall             | 12 392   | Southend-on-Sea      |
| Torquay United       | Plainmoor              | 6 104    | Torquay              |
| Wycombe Wanderers    | Adams Park             | 10 284   | High Wycombe         |
| York City            | Bootham Crescent       | 7 872    | York                 |

## Compétition

### Classement
Le classement est établi sur le barème de points classique (victoire à 3 points, match nul à 1, défaite à 0).
Pour départager les égalités, on tient d'abord compte de la différence de buts générale, puis du nombre de buts marqués, puis des confrontations directes et enfin si la qualification ou la relégation est en jeu, les deux équipes jouent une rencontre d'appui sur terrain neutre.
| Rang | Équipe               | Pts | J  | G  | N  | P  | Bp | Bc | Diff |
| ---- | -------------------- | --- | -- | -- | -- | -- | -- | -- | ---- |
| 1    | Gillingham           | 83  | 46 | 23 | 14 | 9  | 66 | 39 | +27  |
| 2    | Rotherham United     | 79  | 46 | 24 | 7  | 15 | 74 | 59 | +15  |
| 3    | Port Vale            | 78  | 46 | 21 | 15 | 10 | 87 | 52 | +35  |
| 4    | Burton Albion        | 76  | 46 | 22 | 10 | 14 | 71 | 65 | +6   |
| 5    | Cheltenham Town      | 75  | 46 | 20 | 15 | 11 | 58 | 51 | +7   |
| 6    | Northampton Town     | 73  | 46 | 21 | 10 | 15 | 64 | 55 | +9   |
| 7    | Bradford City        | 69  | 46 | 18 | 15 | 13 | 63 | 52 | +11  |
| 8    | Chesterfield R       | 67  | 46 | 18 | 13 | 15 | 60 | 45 | +15  |
| 9    | Oxford United        | 65  | 46 | 19 | 8  | 19 | 60 | 61 | -1   |
| 10   | Exeter City R        | 64  | 46 | 18 | 10 | 18 | 63 | 62 | +1   |
| 11   | Southend United      | 61  | 46 | 16 | 13 | 17 | 61 | 55 | +6   |
| 12   | Rochdale R           | 61  | 46 | 16 | 13 | 17 | 68 | 70 | -2   |
| 13   | Fleetwood Town P     | 60  | 46 | 15 | 15 | 16 | 55 | 57 | -2   |
| 14   | Bristol Rovers       | 60  | 46 | 16 | 12 | 18 | 60 | 69 | -9   |
| 15   | Wycombe Wanderers R  | 60  | 46 | 17 | 9  | 20 | 50 | 60 | -10  |
| 16   | Morecambe            | 58  | 46 | 15 | 13 | 18 | 55 | 61 | -6   |
| 17   | York City P          | 55  | 46 | 12 | 19 | 15 | 50 | 60 | -10  |
| 18   | Accrington Stanley   | 54  | 46 | 14 | 12 | 20 | 51 | 68 | -17  |
| 19   | Torquay United       | 53  | 46 | 13 | 14 | 19 | 55 | 62 | -7   |
| 20   | AFC Wimbledon        | 53  | 46 | 14 | 11 | 21 | 54 | 76 | -22  |
| 21   | Plymouth Argyle      | 52  | 46 | 13 | 13 | 20 | 46 | 55 | -9   |
| 22   | Dagenham & Redbridge | 51  | 46 | 13 | 12 | 21 | 55 | 62 | -7   |
| 23   | Barnet               | 51  | 46 | 13 | 12 | 21 | 47 | 59 | -12  |
| 24   | Aldershot Town       | 48  | 46 | 11 | 15 | 20 | 42 | 60 | -18  |

| Légende : Qualifications et relégations | Légende : Qualifications et relégations                   |
| --------------------------------------- | --------------------------------------------------------- |
|                                         | Promu en League One                                       |
|                                         | Qualification pour les barrages d'accession en League One |
|                                         | Relégation en Conférence National                         |
|                                         | R : Relégué en 2011-2012 P : Promu en 2011-2012           |

### Barrages
|  | Demi-finales         | Demi-finales     | Demi-finales | Demi-finales  |   |  | Finale | Finale | Finale |  |  |  |  |  |  |  |
|  |                      |                  |              |               |   |  |        |        |        |  |  |  |  |  |  |  |
|  |                      |                  |              |               |   |  |        |        |        |  |  |  |  |  |  |  |
|  |                      |                  |              |               |   |  |        |        |        |  |  |  |  |  |  |  |
|  | (7) Bradford City    | 2                | 3            |               |   |  |        |        |        |  |  |  |  |  |  |  |
|  | (7) Bradford City    | 2                | 3            |               |   |  |        |        |        |  |  |  |  |  |  |  |
|  | (4) Burton Albion    | 3                | 1            |               |   |  |        |        |        |  |  |  |  |  |  |  |
|  | (4) Burton Albion    | 3                | 1            | Bradford City | 3 |  |        |        |        |  |  |  |  |  |  |  |
|  |                      |                  |              |               | 3 |  |        |        |        |  |  |  |  |  |  |  |
|  |                      | Northampton Town | 0            |               |   |  |        |        |        |  |  |  |  |  |  |  |
|  | (6) Northampton Town | Northampton Town | 0            | 1             | 1 |  |        |        |        |  |  |  |  |  |  |  |
|  | (6) Northampton Town |                  |              |               |   |  |        |        |        |  |  |  |  |  |  |  |
|  | (5) Cheltenham Town  | 0                | 0            |               |   |  |        |        |        |  |  |  |  |  |  |  |
|  | (5) Cheltenham Town  | 0                | 0            |               |   |  |        |        |        |  |  |  |  |  |  |  |

|  | Tirs au but |

|  | Score de l'équipe recevant |

#### Demi-finales aller
|  | Bradford City | 2 - 3   | Burton Albion |                                               |                                               |
|  |               | (1 - 3) |               | Spectateurs : 14 657 Arbitrage : James Adcock | Spectateurs : 14 657 Arbitrage : James Adcock |

|  | Northampton Town | 1 - 0   | Cheltenham Town |                                              |                                              |
|  |                  | (1 - 0) |                 | Spectateurs : 6 563 Arbitrage : Mick Russell | Spectateurs : 6 563 Arbitrage : Mick Russell |

#### Demi-finales retour
|  | Burton Albion | 1 - 3   | Bradford City |                                              |                                              |
|  |               | (0 - 1) |               | Spectateurs : 6 148 Arbitrage : Graham Scott | Spectateurs : 6 148 Arbitrage : Graham Scott |

Score cumulé : Bradford City 5 - 4 Burton Albion
|  | Cheltenham Town | 0 - 1   | Northampton Town |                                             |                                             |
|  |                 | (0 - 1) |                  | Spectateurs : 5 955 Arbitrage : Andy Madley | Spectateurs : 5 955 Arbitrage : Andy Madley |

Score cumulé : Northampton Town 2 - 0 Cheltenham Town

#### Finale
|  | Bradford City | 3 - 0   | Northampton Town |                                               |                                               |
|  |               | (3 - 0) |                  | Spectateurs : 47 127 Arbitrage : Keith Stroud | Spectateurs : 47 127 Arbitrage : Keith Stroud |

## Bilan de la saison
| Promotions et relégations       |                                                        |
| Relégués de League One          | Portsmouth, Hartlepool United, Bury, Scunthorpe United |
| Promus en League One            | Gillingham, Rotherham United, Port Vale, Bradford City |
| Relégués en Conference National | Barnet, Aldershot Town                                 |
| Promus de Conference National   | Mansfield Town, Newport County                         |

## Distinctions
| Mois           | Entraîneur du mois | Entraîneur du mois | Joueur du mois    | Joueur du mois   | Référence |
| Mois           | Manager            | Club               | Joueur            | Club             | Référence |
| -------------- | ------------------ | ------------------ | ----------------- | ---------------- | --------- |
| Août 2012      | Martin Allen       | Gillingham         | Jake Wright       | Oxford United    | ,         |
| Septembre 2012 | Micky Adams        | Port Vale          | Tom Pope          | Port Vale        | ,         |
| Octobre 2012   | Mark Yates         | Cheltenham Town    | Ashley Vincent    | Port Vale        | ,         |
| Novembre 2012  | Paul Sturrock      | Southend United    | Adebayo Akinfenwa | Northampton Town | ,         |
| Décembre 2012  | Gary Rowett        | Burton Albion      | Ashley Grimes     | Rochdale         | ,         |
| Janvier 2013   | Martin Allen       | Gillingham         | Tom Parkes        | Bristol Rovers   | ,         |
| Février 2013   | Gary Rowett        | Burton Albion      | Jacques Maghoma   | Burton Albion    |           |
| Mars 2013      | John Sheridan      | Plymouth Argyle    | Jason Banton      | Plymouth Argyle  | ,         |
| Avril 2013     | Nigel Worthington  | York City          | Chris Smith       | York City        | ,         |